# Marrocos nos Jogos Olímpicos de Verão de 1988
Marrocos participou dos Jogos Olímpicos de Verão de 1988 em Seul, na Coreia do Sul. Conquistou uma medalha de ouro e duas de bronze, somando 3 no total. Ficou na vigésima oitava posição no ranking geral.